# Trey Alexander
Trey Alexander (Oklahoma City, 2 maggio 2003) è un cestista statunitense, professionista nella NBA con i Denver Nuggets e in G League con i Grand Rapids Gold.

## Carriera
Dopo aver trascorso tre anni al college con i Creighton Bluejays in NCAA, non viene scelto al Draft NBA 2024, rimanendo undrafted. Firma poi un two-way contract con i Denver Nuggets, venendo poi associato alla squadra affiliata dei Grand Rapids Gold in G League.

## Statistiche

### College
| Anno      | Squadra            | PG  | PT | MP   | TC%  | 3P%  | TL%  | RP  | AP  | PRP | SP  | PP   |
| --------- | ------------------ | --- | -- | ---- | ---- | ---- | ---- | --- | --- | --- | --- | ---- |
| 2021-2022 | Creighton Bluejays | 35  | 13 | 26,6 | 42,2 | 28,1 | 81,8 | 3,7 | 2,5 | 0,7 | 0,3 | 7,4  |
| 2022-2023 | Creighton Bluejays | 37  | 37 | 32,1 | 44,7 | 41,0 | 82,4 | 4,2 | 2,6 | 1,1 | 0,5 | 13,6 |
| 2023-2024 | Creighton Bluejays | 35  | 35 | 37,3 | 44,6 | 33,9 | 82,4 | 5,7 | 4,7 | 1,1 | 0,4 | 17,6 |
| Carriera  | Carriera           | 107 | 85 | 32,0 | 44,2 | 35,8 | 82,2 | 4,6 | 3,2 | 1,0 | 0,4 | 12,9 |

### NBA

#### Regular Season
| Anno      | Squadra        | PG | PT | MP  | TC%  | 3P%  | TL%  | RP  | AP  | PRP | SP  | PP  |
| --------- | -------------- | -- | -- | --- | ---- | ---- | ---- | --- | --- | --- | --- | --- |
| 2024-2025 | Denver Nuggets | 24 | 0  | 4,9 | 31,7 | 17,6 | 75,0 | 0,5 | 0,5 | 0,1 | 0,0 | 1,3 |
| Carriera  | Carriera       | 24 | 0  | 4,9 | 31,7 | 17,6 | 75,0 | 0,5 | 0,5 | 0,1 | 0,0 | 1,3 |

### G League
| Anno      | Squadra        | PG | PT | MP   | TC%  | 3P%  | TL%  | RP  | AP  | PRP | SP  | PP   |
| --------- | -------------- | -- | -- | ---- | ---- | ---- | ---- | --- | --- | --- | --- | ---- |
| 2024-2025 | G. Rapids Gold | 30 | 29 | 37,0 | 46,2 | 39,5 | 81,7 | 5,7 | 5,6 | 1,6 | 0,4 | 25,8 |
| Carriera  | Carriera       | 30 | 29 | 37,0 | 46,2 | 39,5 | 81,7 | 5,7 | 5,6 | 1,6 | 0,4 | 25,8 |

## Palmarès
- NBA G League Rookie of the Year Award (2025)